# 京都市東山区の町名

東山区の位置

京都市東山区の町名（きょうとしひがしやまくのちょうめい）では、京都市東山区内に存在する公称町名を一覧化するとともに、その成立時期・成立過程等について概説する。

## 区の概要
京都市街地の東方、鴨川の東岸に位置する。区域は南北方向に長く、北は左京区、東は東山を隔てて山科区、南は伏見区、西は南区、下京区、中京区に接する。令和4年（2022年）10月現在、面積7.48平方キロメートル、推計人口は35,565人。面積は上京区（7.03km2）・中京区（7.41km2）・下京区（6.78km2）の各区よりわずかに広いが、人口は京都市11区中、もっとも少ない。昭和6年（1931年）から昭和51年（1976年）までは現在の山科区の地域も当区に含まれていた。
区の西端には鴨川が南流し、東には清水山、阿弥陀ヶ峰など、標高200メートル前後の山々が連なる。区の北端近くを旧東海道（三条通）が通り、東西方向にはJR東海道本線、東海道新幹線、国道1号（五条通・五条バイパス）、南北方向には京阪電鉄本線（大部分は地下化）、東大路通などが通じる。
区内には内外の観光客が多く集まる著名社寺や観光地が多く、東福寺、泉涌寺、三十三間堂、智積院、京都国立博物館、妙法院、清水寺、六波羅蜜寺、建仁寺、高台寺、祇園地区、八坂神社、円山公園、知恩院、青蓮院などがある。
当区はもと下京区の一部であり、昭和4年（1929年）に鴨川以東の地域が分区して成立したものである。翌昭和5年（1930年）に北隣の左京区との境界変更があり、旧粟田口村に属していた区域の南部が左京区から東山区に編入された。昭和6年（1931年）には東隣の宇治郡山科町を編入するが、当該地区は昭和51年（1976年）に分区して山科区となった。

## 町名の概要
京都市内の町名には「大原来迎院町」のように旧村名、旧大字名に由来する地名（上記例の場合は「大原」）を冠称するものと、「亀屋町」「菊屋町」のような単独町名とがある。東山区の町名は、区の西部の旧・下京の町組（ちょうぐみ）に属していた町は単独町名であり、東部と南部には旧村名などの地区名を冠した複合町名がある。
区内の公称町名の数は、『角川日本地名大辞典 26 京都府』下巻によれば昭和55年（1980年）現在224町で、これらの町は令和6年（2024年）現在も存続している。なお、「本町一丁目〜二十二丁目」などの「丁目」を各1町と数えた場合は38町増えて262町となる。
京都市の各区の所管区域を定めた「京都市区の所管区域条例」（昭和24年4月1日京都市条例第7号）に掲げる町数（263町）は上記とほぼ一致するが、同条例では区の北東端に位置する「東小物座町」と「東小物座町附属」を別個の町名としており、国土交通省近畿運輸局京都運輸支局の「自動車登録関係コード検索システム」でも別個の町村コードが割り当てられている。

## 公称町名一覧

### 単独町名
元学区ごとに区切って町名を表示する（「元学区」については後述）。
| 元学区 | 公称町名 | 町数 |
| ------ | --- | ---- |
| 有済   | 三町目、二町目、大橋町、大黒町、新五軒町、五軒町、西之町、中之町、梅本町、松原町、石橋町、古西町、三吉町、元町、若松町、若竹町、巽町 | 17   |
| 粟田   | 柚之木町、定法寺町、堀池町、石泉院町、東姉小路町、梅宮町、東小物座町附属、西小物座町、東小物座町、東分木町、今道町、東町、中之町、夷町、西町、五軒町、大井手町、今小路町、西海子町、分木町、七軒町、南西海子町、教業町、高畑町、進之町、土居之内町、堤町、唐戸鼻町、古川町、八軒町、長光町、北木之元町、南木之元町、稲荷町北組、稲荷町南組、谷川町 | 36   |
| 弥栄   | 弁財天町、元吉町、末吉町、清本町、橋本町、常盤町、富永町、廿一軒町、中之町、川端町、祇園町北側、祇園町南側、林下町、円山町、清井町 | 15   |
| 新道   | 森下町、金屋町、大和町、亀井町、博多町、上柳町、小松町、下柳町、宮川筋一丁目、宮川筋二丁目、宮川筋三丁目、宮川筋四丁目、宮川筋五丁目、宮川筋六丁目、宮川筋七丁目、宮川筋八丁目、西御門町、山田町、田中町、井手町、六軒町、東川原町、西川原町 | 23   |
| 六原   | 小島町、興善町、竹村町、新シ町、轆轤町、弓矢町、北御門町、山城町、薬師町、三盛町、多門町、白糸町、五条橋東六丁目、五条橋東五丁目、五条橋東四丁目、五条橋東三丁目、遊行前町、門脇町、池殿町、大黒町、音羽町、梅林町、山崎町 | 23   |
| 清水   | 清水一丁目、清水二丁目、清水三丁目、清水四丁目、清水五丁目、下河原町、南町、鷲尾町、上弁天町、金園町、八坂上町、桝屋町、星野町、月見町、毘沙門町、下弁天町、玉水町、上田町、辰巳町、月輪町 | 20   |
| 貞教   | 東橋詰町、上人町、朱雀町、東橘町、西橘町、鍵屋町、正面町、鞘町一丁目、大阪町、豊浦町、本町一丁目、本町二丁目、本町三丁目、本町四丁目、本町新五丁目、茶屋町、大和大路一丁目、大和大路二丁目、西之門町、塗師屋町、本町五丁目、本町新六丁目、日吉町、下堀詰町、上堀詰町                                                                               | 25   |
| 修道   | 五条橋東二丁目、石垣町東側、石垣町西側、袋町、北棟梁町、上棟梁町、下梅屋町、南梅屋町、西棟梁町、下棟梁町、蛭子町北組、蛭子町南組、芳野町、下新シ町、上新シ町、上梅屋町、妙法院前側町、鐘鋳町、慈法院庵町、常盤町、東音羽町、下馬町、上馬町、瓦役町                                                                                                 | 24   |
| 一橋   | 本町六丁目、本町七丁目、本町八丁目、本町九丁目、本町十丁目、辰巳町、北斗町、七軒町、蒔田町、南棟梁町、上池田町、本瓦町、新瓦町西組、新瓦町東組、三十三間堂廻リ、本池田町、下池田町、南瓦町、東瓦町 | 19   |

東山区西側の平坦地の町名は、広域地名を冠称せず、単独の町名で表示されている。これらの地区は、近世の行政区画では知恩院門前、建仁寺門前、祇園廻り、大仏廻りなどと称されたが、平地部は早くから町地化されて市街地の一部となり、「洛外町続き」と称された。現行の町名、町界は近世のそれがおおむね引き継がれている。ただし、明治時代初期に変更された町名、近隣の二、三町が合併して成立した町名、寺院境内地、畑地など従来町名のなかった地区に新たに起立した町名なども一部に存在し、現行町名のすべてが近世以前からの町名ではない。
明治元年（1868年）に京都府が成立すると、これらの町は、現・中京区や下京区の町とともに下京第一〜第四十一番組に組織され（第一次町組改正）、翌明治2年（1869年）に下京第一〜第三十三番組に組織された（第二次町組改正）。これらの町組は、その後たび重なる変遷を経て、明治25年（1892年）には計32の「学区」に組織された（明治以降の行政区画の変遷については別項「京都市下京区の町名」も参照）。
「町組」から「学区」への変遷
| 明治2年 （1869年） | 明治5年 （1872年） | 明治12年 （1879年） | 明治25年 （1892年）    | 昭和4年 （1929年） |
| ------------------ | ------------------ | ------------------- | ---------------------- | ------------------ |
| 下京第二十四番組   | 下京第七区         | 下京第七組          | 下京第七学区           | 有済学区           |
| 下京第二十五番組   | 下京第八区         | 下京第八組          | 下京第八学区           | 粟田学区           |
| 下京第二十四番組   | 下京第十五区       | 下京第十五組        | 下京第十五学区         | 弥栄学区           |
| 下京第二十六番組   | 下京第二十区       | 下京第二十組        | 下京第二十学区         | 新道学区           |
| 下京第二十七番組   | 下京第二十二区     | 下京第二十二組      | 下京第二十二学区       | 安井学区           |
| 下京第二十八番組   | 下京第二十一区     | 下京第二十一組      | 下京第二十一学区       | 六原学区           |
| 下京第二十九番組   | 下京第二十七区     | 下京第二十七組      | 下京第二十七学区       | 貞教学区           |
| 下京第三十番組     | 下京第二十八区     | 下京第二十八組      | 下京第二十八学区       | 修道学区           |
| 下京第三十一番組   | 下京第三十一区     | 下京第三十一組      | 下京第三十一学区の一部 | 一橋学区の一部     |

これらの学区は昭和16年（1941年）の国民学校令施行に伴い、昭和17年（1942年）に廃止されている。また、その後の小学校の統廃合、移転等に伴い、小学校の通学区自体も当時とは変わっているが、学区の名称は「元学区」として、現在も地区の呼称として使われている。
なお、実際の住所表示は「東山区東大路通松原上る四丁目毘沙門町」のように通り名による住所表示（通称）を用いることが多い。前述の例は「東大路通（南北方向の通り）と松原通（東西方向の通り）の交差点を北上して4つ目の町である毘沙門町」の意である。なお、通り名を基準とするため「東山区東大路安井表門前通下る毘沙門町」も同じ場所を指す（住所表示については「京都市内の通り#通り名を用いた場所の表記」も参照）。

### その他の町名
| 公称町名 | 町数 |
| --- | ---- |
| 粟田口華頂町、粟田口三条坊町、粟田口鍛冶町、粟田口高台寺山町、粟田口花頂山町、粟田口粟田山北町、粟田口長楽寺山町、粟田口東大谷山町、粟田口粟田山南町 | 9    |
| 清閑寺霊山町、清閑寺法華寺山町、清閑寺下山町、清閑寺清水上山町、清閑寺歌ノ中山町、清閑寺池田町、清閑寺山ノ内町 | 7    |
| 今熊野池田町、今熊野椥ノ森町、今熊野泉山町、今熊野阿弥陀ケ峯町、今熊野悲田院山町、今熊野総山町、今熊野月輪町、今熊野東山町、今熊野小松山町、今熊野鳥辺山町、今熊野剱ノ宮町、今熊野南日吉町、今熊野宝蔵町、今熊野日吉町、今熊野北日吉町、今熊野梅ケ谷町、今熊野南谷町、今熊野本多山町 | 18   |
| 泉涌寺雀ケ森町、泉涌寺五葉ノ辻町、泉涌寺東林町、泉涌寺門前町、泉涌寺山内町 | 5    |

「粟田口」（あわたぐち）を冠称する町名は、もとの愛宕郡（おたぎぐん）粟田口村である。粟田口村は、市制町村制施行以前の明治21年（1888年）に当時の上京区に編入され（新設された上京区第三十四組に所属）、上京区粟田口町となった。明治22年（1889年）の京都市制に伴い、京都市上京区粟田口町となった。大正7年（1918年）に粟田口町を廃し、「粟田口」を冠称する4町（鳥居町、華頂町、鍛冶町、三条坊町）及び「町」を付さない「粟田口」に編成された。これら5町は昭和4年（1929年）の左京区成立後は、同区の町となった。翌昭和5年（1930年）、粟田口地区の南部は左京区から東山区へ編入された。この際、「町」を付さない「粟田口」の一部と、粟田口華頂町・鍛冶町・三条坊町は東山区となり、「粟田口」の残余と粟田口鳥居町が左京区に残った。
昭和40年（1965年）、当時の京都市内各所に残存していた「○○字××」の区域はすべて「○○××町」と改称された。この際、「粟田口」として存続していた区域は「粟田口」を冠称する6町（高台寺山町、花頂山町、粟田山北町、長楽寺山町、東大谷山町、粟田山南町）となった。以上により、現在は「粟田口」を冠称する町名は9となっている。
「清閑寺」（せいかんじ）を冠称する町名は、もとの愛宕郡清閑寺村である。清閑寺村は、市制町村制施行以前の明治21年（1888年）に当時の下京区に編入され（新設された下京区第三十三組に所属）、下京区清閑寺町となった。明治22年（1889年）の京都市制に伴い、京都市下京区清閑寺町となった。大正7年（1918年）に法華寺山、清水下山、清水上山、歌ノ中山の4字を合併して「町」を付さない「清閑寺」となり、残余3字は「清閑寺」を冠称する3町（霊山町、池田町、山ノ内町）に編成された。これら4町は、昭和4年（1929年）の東山区成立後は、同区の町となった。
昭和40年（1965年）、当時の京都市内各所に残存していた「○○字××」の区域はすべて「○○××町」と改称された。この際、「清閑寺」として存続していた区域は「清閑寺」を冠称する4町（法華寺山町、下山町、清水上山町、歌ノ中山町）となった。以上により、現在は「清閑寺」を冠称する町名は7となっている。
「今熊野」及び「泉涌寺」を冠称する町名は、もとの愛宕郡新熊野村（今熊野村）及び泉涌寺門前である。明治4年（1872年）に泉涌寺門前を今熊野村に合併。今熊野村は、市制町村制施行以前の明治21年（1888年）に当時の下京区に編入され（新設された下京区第三十三組に所属）、下京区今熊野町となった。明治22年（1889年）の京都市制に伴い、京都市下京区今熊野町となった。大正7年（1918年）に一部が「今熊野」を冠称する7町及び「泉涌寺」を冠称する5町となり、残余は今熊野町として存続する。これら計12町は、昭和4年（1929年）の東山区成立後は、同区の町となった。
昭和40年（1965年）、当時の京都市内各所に残存していた「○○字××」の区域はすべて「○○××町」と改称された。この際、「今熊野町」として存続していた区域は「今熊野」を冠称する10町（泉山町、阿弥陀ケ峯町、悲田院山町、総山町、月輪町、東山町、小松山町、鳥辺山町、南谷町、本多山町）となった。また、昭和51年（1976年）に東山区から山科区が分区した際、旧山科川田梅ケ谷町の一部は東山区に残り、今熊野梅ケ谷町となった。以上により、現在は「今熊野町」を冠称する町名は18となっている。
| 公称町名 | 町数 |
| --- | ---- |
| 本町十一丁目、本町十二丁目、本町十三丁目、本町十四丁目、本町十五丁目、本町十六丁目、本町十七丁目、本町十八丁目、本町十九丁目、本町二十丁目、本町二十一丁目、本町二十二丁目 | 12   |
| 六波羅野 | 1    |
| 福稲御所ノ内町、福稲上高松町、福稲下高松町、福稲高原町、福稲川原町、福稲岸ノ上町、福稲柿本町                                                                               | 7    |
| 一橋野本町、一橋宮ノ内町 | 2    |

本町十一丁目〜二十二丁目は、もとの紀伊郡東福寺門前の一部である。明治元年（1868年）、本町通（伏見街道）沿いの東福寺門前十二町が下京に編入され、明治2年（1869年）に本町十一丁目〜二十二丁目に改称（一之橋町→本町十一丁目、八軒在家町→本町十二丁目、二之橋町→本町十三丁目、新町→本町十四丁目、三聖寺前町及び東福寺境内→本町十五丁目、中村町→本町十六丁目、深井町→本町十七丁目、寺之前町→本町十八丁目、下井町→本町十九丁目、田中町→本町二十丁目、阿保町→本町二十一丁目、大下之町→本町二十二丁目）、下京第三十一番組に所属した。東福寺門前の残余（東福寺村）は、明治7年（1874年）6月に稲荷村と合併して福稲村となったが、明治22年（1889年）4月1日の市制町村制施行に伴い、深草村、福稲村、大亀谷村が合併して深草村が発足し、紀伊郡深草村大字福稲（ふくいね）となった。
「福稲」（ふくいね）を冠称する7町は、もとの紀伊郡深草村大字福稲の一部である。深草村大字福稲は、大正7年（1918年）4月1日に十条通以北の区域が当時の下京区に編入されて「福稲」を冠称する7町に編成された。これらは昭和4年（1929年）の東山区成立後は同区の町となった。大字福稲の残余は、昭和6年（1931年）4月1日の伏見区設置に伴い、「深草」を冠称する26町に編成された。
「一橋」（いちのはし）を冠称する2町は、もとの紀伊郡柳原町（大字なし）の一部である。柳原町は、大正7年（1918年）4月1日に当時の下京区に編入されて「東七条」を冠称する8町と「柳原」を冠称する2町に編成された。前者（鴨川以西）は現在の下京区に属しているが、昭和40年（1965年）に冠称を廃止している。「柳原」を冠称する2町は、昭和4年（1929年）の東山区成立後は同区の町となり、昭和8年（1933年）5月1日に冠称を「一橋」に変更している。
以上の町数の合計は262町となる。ただし、これは「本町一丁目〜二十二丁目」等の「丁目」を各1町と数えた場合の数であり、本町一丁目〜二十二丁目、本町新五丁目・本町新六丁目、宮川筋一丁目〜八丁目、清水一丁目〜五丁目、五条橋東二丁目〜六丁目、大和大路一丁目・二丁目を各1町と数えた場合は38減の224町となる。

## 備考
以下の説明文中では、参照資料について下記の略語を用いる。
- 『角川日本地名大辞典 26 京都府』（略称『角川地名辞典』）
- 「京都市区の所管区域条例」（昭和24年4月1日京都市条例第7号）（略称「所管区域条例」）
- 「公職選挙法に基いて行う各種選挙の投票区（東山区）」（昭和27年9月1日東山区選管告示第6号）（略称「選管告示」）

### 区内の同一町名
東山区では、同一の町名が区内の別の場所に複数存在する例が下記の6組ある。
- 五軒町、七軒町、大黒町、辰巳町、常盤町、中之町（3か所）

たとえば、「辰巳町」は、清水寺への入口に当たる「東大路通松原上ル」にあるほか、数百メートル南方、三十三間堂西側の「大和大路通七条下ル二丁目」にもある。これらはいわゆる飛地ではなく、起源を異にする別個の町である。この2つの「辰巳町」には別個の郵便番号が設定されている（他の同一町名についても同様）。

### その他
- 東小物座町附属 - 「所管区域条例」「選管告示」は、「東小物座町」と「東小物座町附属」を別個の町名として収録するが、『角川地名辞典』には「東小物座町附属」についての言及がない。
- 今熊野月輪町、今熊野鳥辺山町、六波羅野 - 左の3町名は「所管区域条例」「選管告示」には収録されるが、地図上にみえない。『角川地名辞典』（下巻）にはこれらの町名につき「無人町。未詳」とのみある[16]。
  - 今熊野鳥辺山町は、旧「京都市通学区町名一覧」では東山小学校区、最新の「京都市通学区町名一覧」では開睛小中学校区とされている[17]。
  - 今熊野月輪町は、旧「京都市通学区町名一覧」では今熊野小学校区、最新の「京都市通学区町名一覧」では東山泉小中学校区とされている[17]。
  - 六波羅野は、旧「京都市通学区町名一覧」では清水小学校区、最新の「京都市通学区町名一覧」では開睛小中学校区とされ、備考に「旧町」と記されている[17]。『角川地名辞典』（上巻）には「成立過程・場所など未詳」と記される[18]。
  - 京都市統計ポータルに掲載されていた「公称町の例外的な取扱について」によると、今熊野月輪町と今熊野鳥辺山町は「都市計画基本図など地図上の表記はないが，それぞれ陵墓の表示ではないかと推測されるので，町の表示を削除していない。」と記され、六波羅野は「昭和4年の東山区設置に伴う町の一覧に見当たらない。現地不詳。」と記されている[19]。
- 清閑寺法華寺山町 - 一部の地図上にみえないが、清閑寺下山町と清閑寺山ノ内町の間に存在する。妙龍山法華寺の周辺が「清閑寺法華寺山町」に該当するが[20]、妙龍山法華寺の所在地は「清閑寺池田町37」である[21]。